# Train (gmina)
Train – miejscowość i gmina w Niemczech, w kraju związkowym Bawaria, w rejencji Dolna Bawaria, w regionie Ratyzbona, w powiecie Kelheim, wchodzi w skład wspólnoty administracyjnej Siegenburg. Leży około 20 km na południe od Kelheim, nad rzeką Abens, przy autostradzie A93 i drodze B301.